# یامائوچی کاتسوتویو
یامائوچی کاتسوتویو (به ژاپنی: 山内 一豊 やまうち かつとよ)؛ (۱۵۴۶? – ۱ نوامبر ۱۶۰۵) سیاستمدار اهل ژاپن بود.